# Сары-Колот
Сары-Колот (кирг. Сары-Колот) — село в Кара-Сууском районе Ошской области Кыргызстана. Административный центр Сары-Колотского айылного аймака.

## География
Село расположено в северо-западной части области, на расстоянии приблизительно 9 километров (по прямой) к востоко-юго-востоку от города Кара-Суу, административного центра района. Абсолютная высота — 866 метров над уровнем моря.

## Население
Согласно оценочным данным Национального статистического комитета Кыргызской Республики, численность населения села на начало 2023 года составляла 3560 человек.
| год     | 2009 | 2014 | 2015 | 2020 | 2021 | 2023 |
| ------- | ---- | ---- | ---- | ---- | ---- | ---- |
| человек | 2437 | 2706 | 2777 | 3334 | 3480 | 3560 |